# Paulinerkloster Unterranna

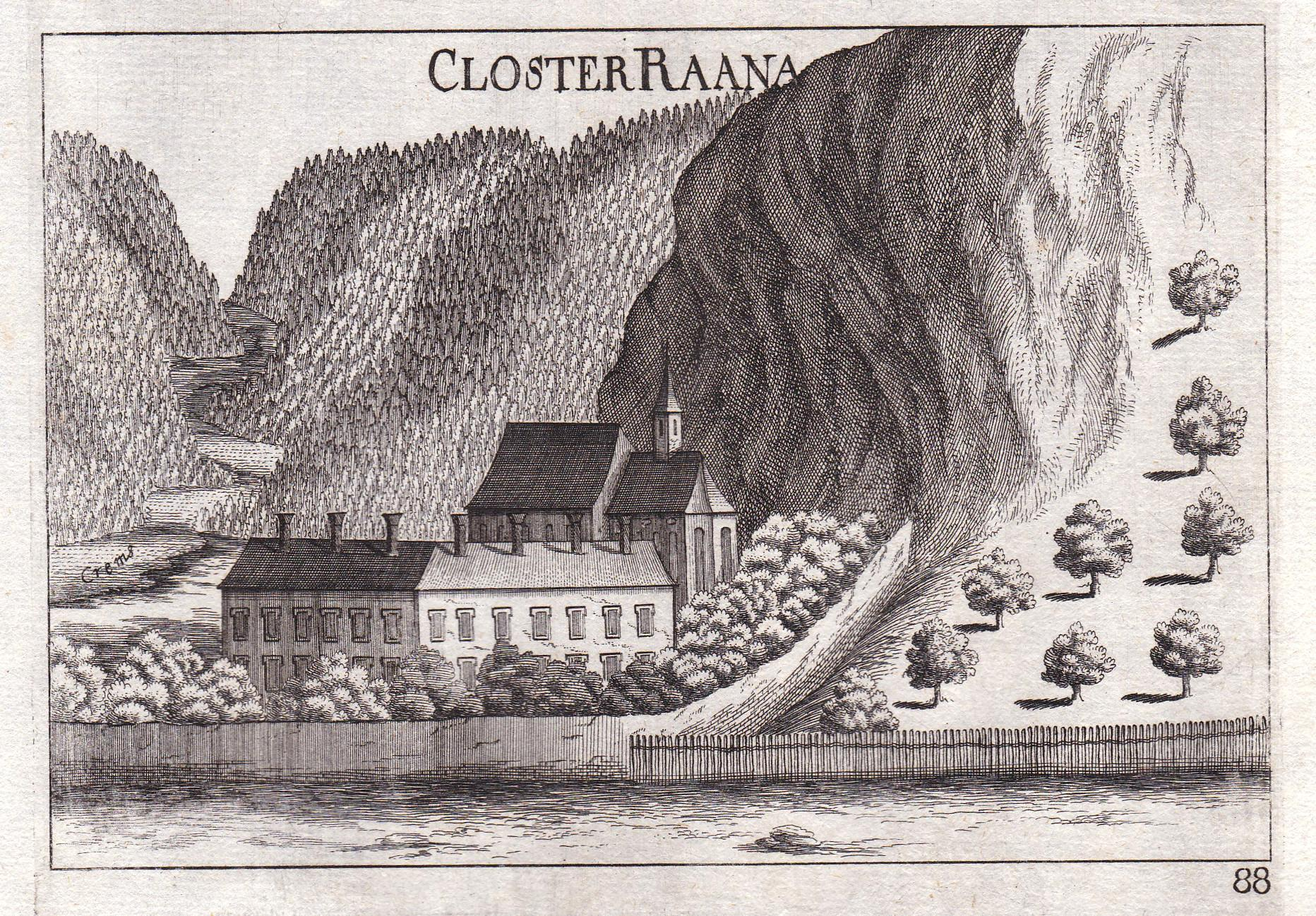
Kloster Raana um 1672

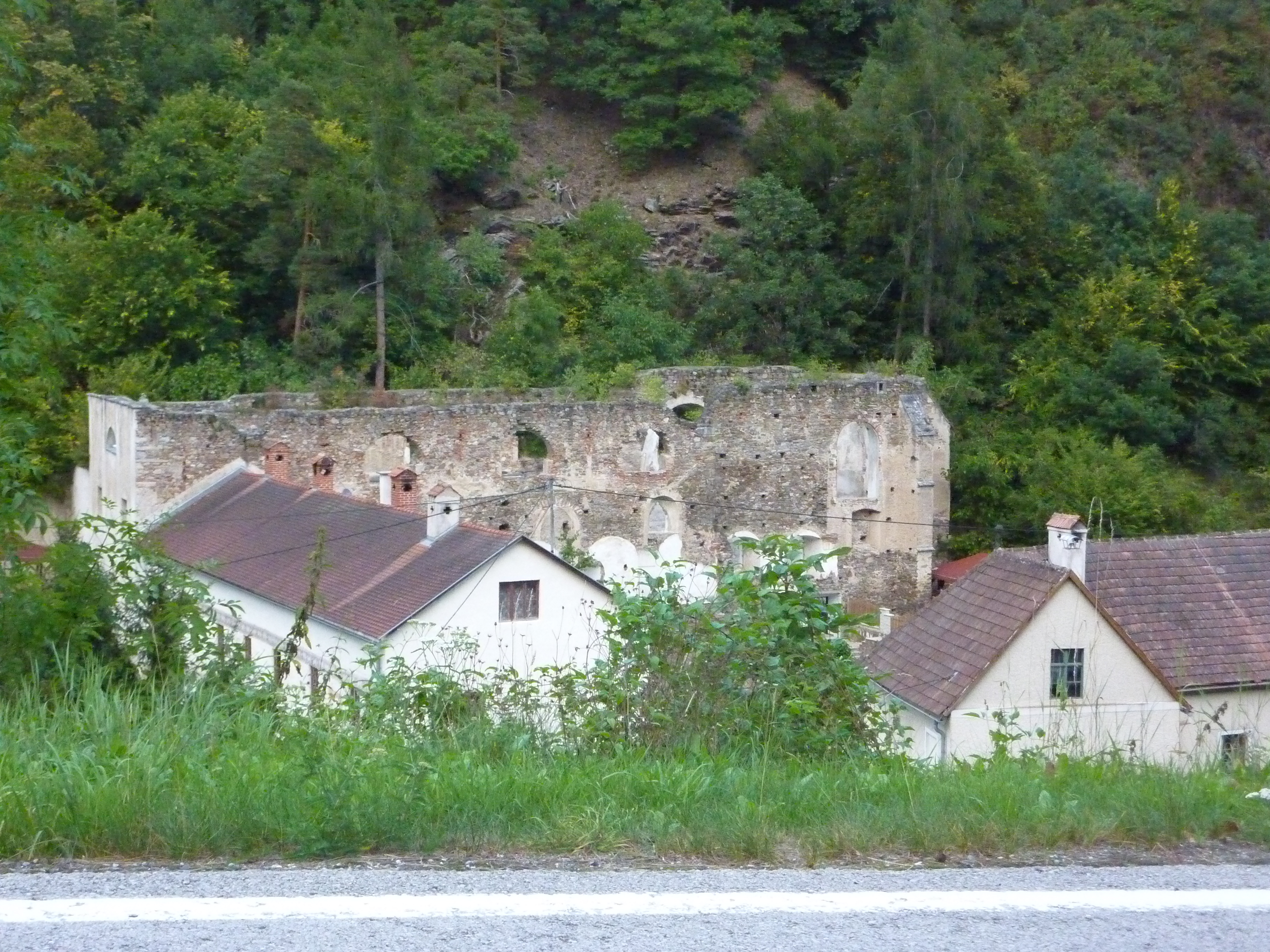
Ruine der Klosterkirche

Das Paulinerkloster Unterranna ist ein aufgelassenes Kloster in Unterranna bei Mühldorf.
Das Kloster wurde 1414 von Johann von Neydeck gegründet. Es übernahm damit auch die Kirche in der Burg Oberranna, und die Klosterkirche diente fortan auch als Begräbnisstätte der Neydecker. Das Kloster wurde 1783 aufgehoben.